# Onulphe d'Hautmont
Onulphe d'Hautmont, ou Onulfus Altimontensis, est un moine bénédictin de l'abbaye d'Hautmont, qui vivait vers l'année 1050. Il n'est connu que par son œuvre hagiographique.

## Hagiographies
- Vita sancti Popponis abbatis Stabulensis = Narrative Sources 1100 (olim O033). BHL 6898. Editions: Bollandus J. et Henschenius G. eds., Acta Sanctorum Januarii II (1643) 637-652. Wattenbach W. ed., MGH Scriptores 11 (1854) 291-316.

Cette vita est écrite entre 1049-1054. Elle était commandée par l'abbé Everhelme d'Hautmont (†1069), qui ajoutait aussi un épilogue.
- Vita sanctae Gudilae = Narrative Sources 570 (olim G201). BHL 3685. Editions: Acta Sanctorum Januarii I, 524-530; Ghesquières et Smetius, Acta Sanctorum Belgii Selecta V (1787) 716-734.

Cette hagiographie raconte la vie de la sainte Gudule de Bruxelles. Elle était écrite entre 1048-1051 et était probablement commandée par l'évêque Gérard I de Cambrai (†1051).